# Pediana occidentalis
Pediana occidentalis là một loài nhện trong họ Sparassidae.
Loài này thuộc chi Pediana. Pediana occidentalis được Henry Roughton Hogg miêu tả năm 1903.